# Huvudsta (tunnelbanestation)

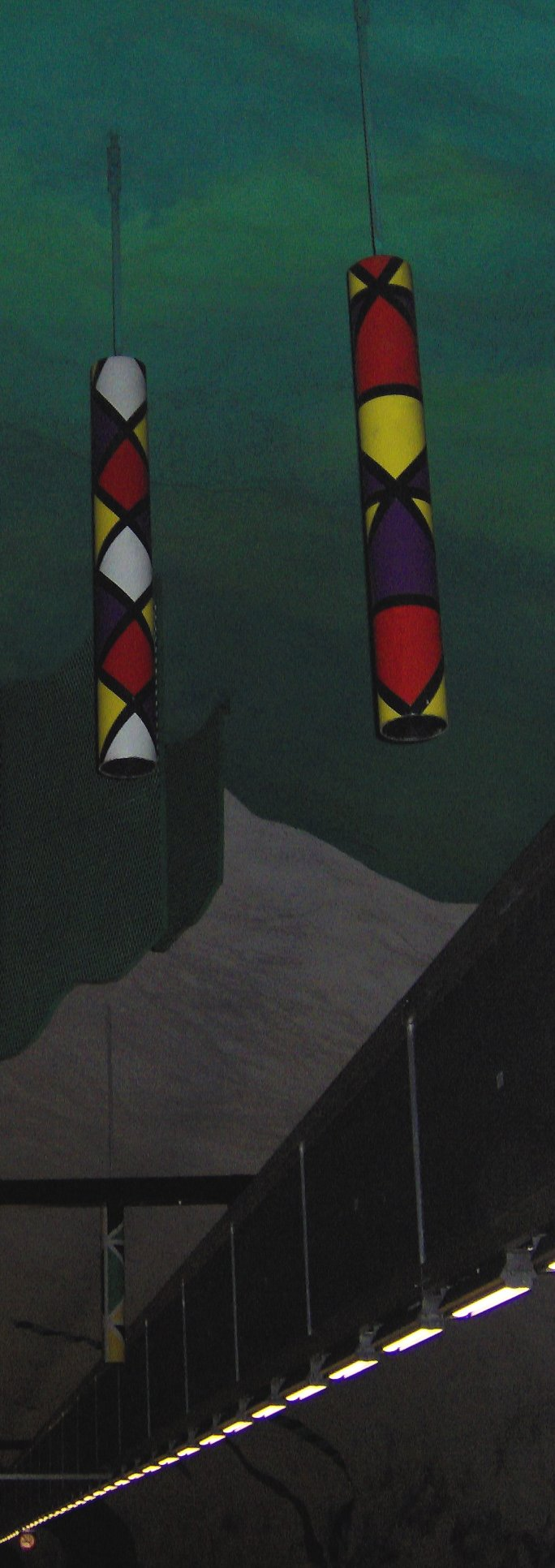
Hängande trädgårdar av Per Holmberg, 1985.

Huvudsta är en tunnelbanestation inom Stockholms tunnelbana, belägen i stadsdelen Huvudsta inom Solna kommun. Den trafikeras av linje 10 (blå linjen). Stationen togs i bruk den 19 augusti 1985, då sträckan Västra skogen–Rinkeby invigdes.
Stationen är belägen i bergrum 25 meter under marken under Huvudsta centrum, där även entrén till stationen finns. Ingången till stationen är ritad av arkitekt Yorgo Turac. Konstnärlig utsmyckning: Hängande trädgårdar av Per Holmberg, 1985.

## Galleri

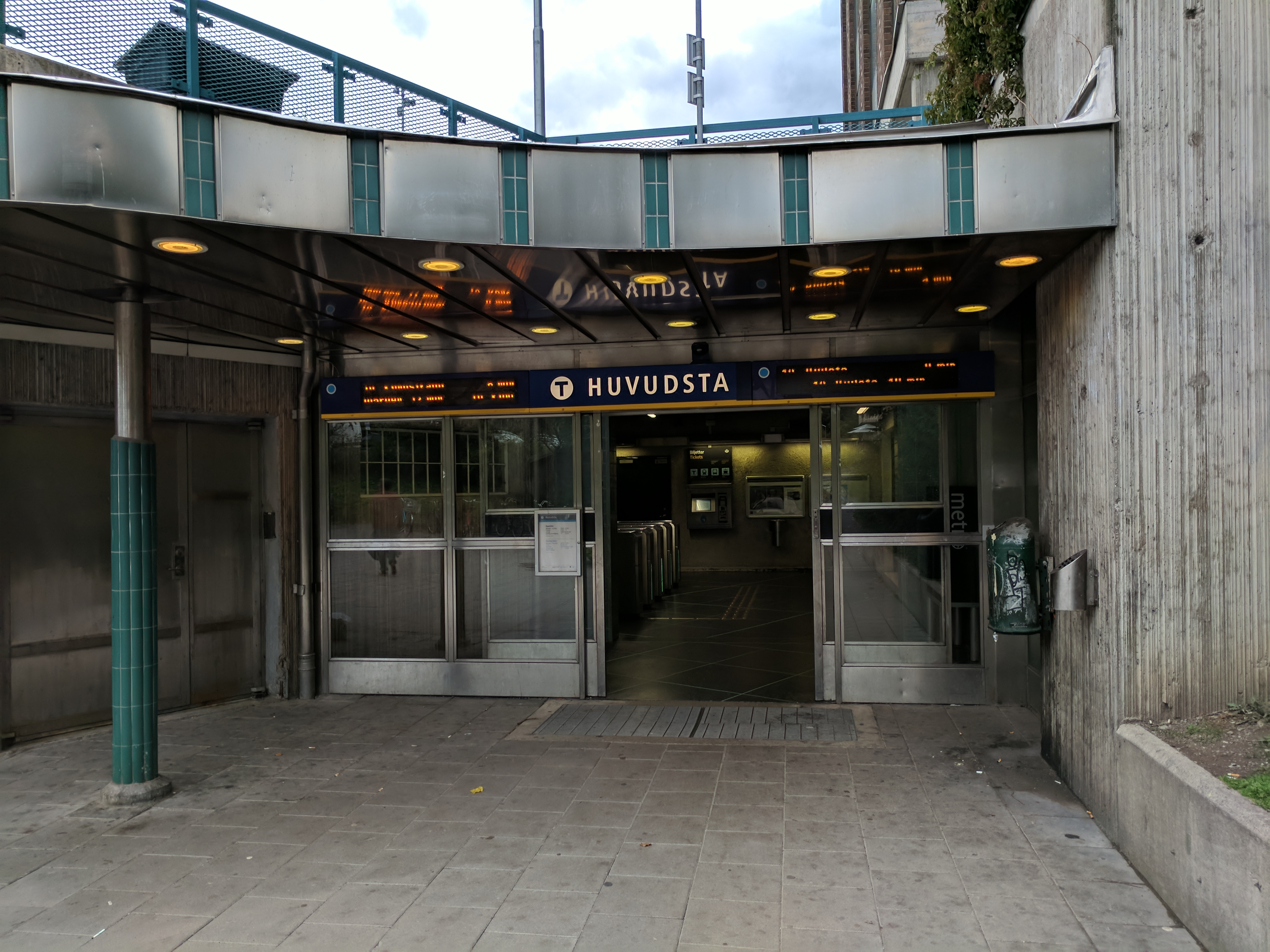
Ingång
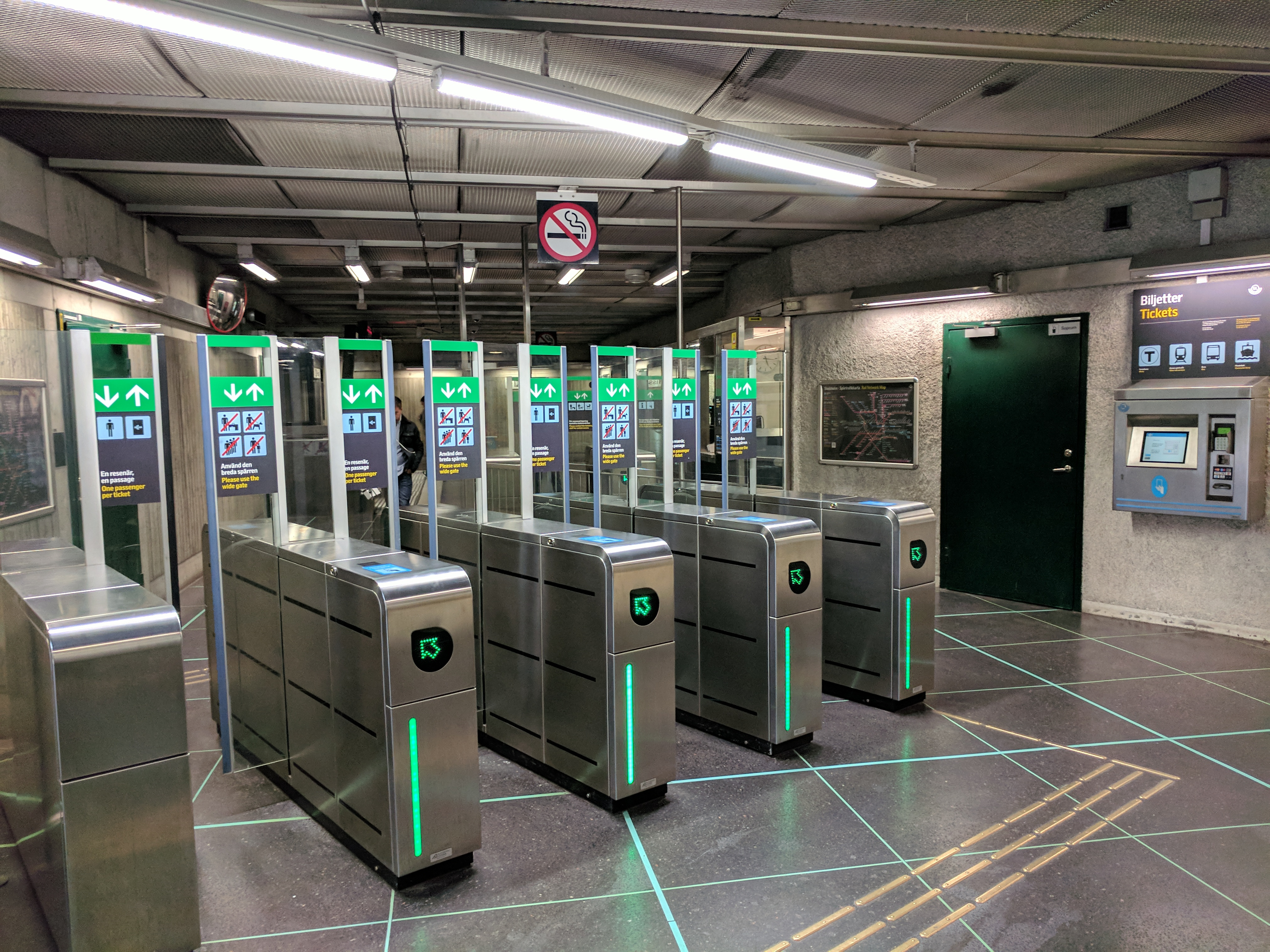
Spärren
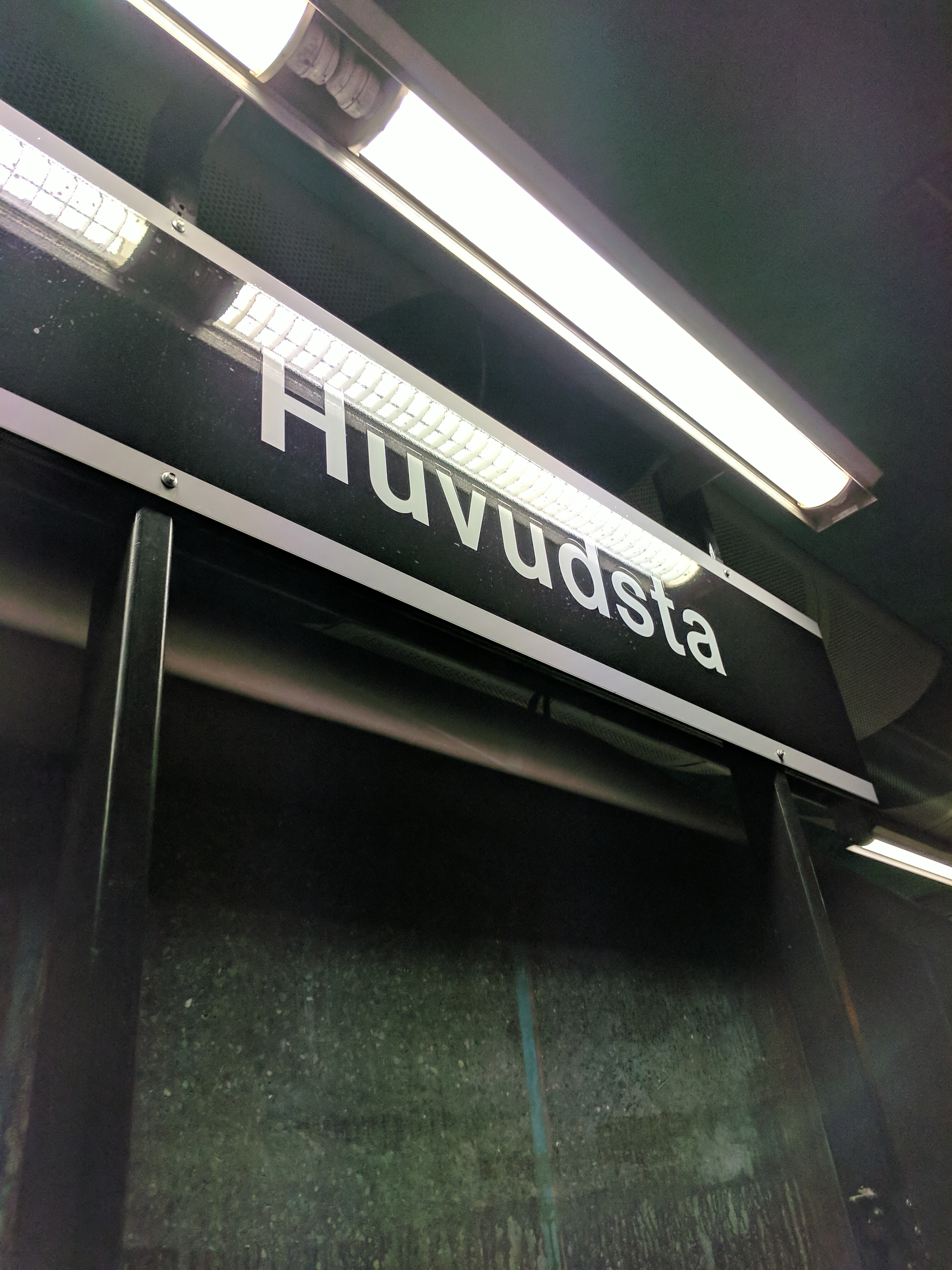
Stationsskylt
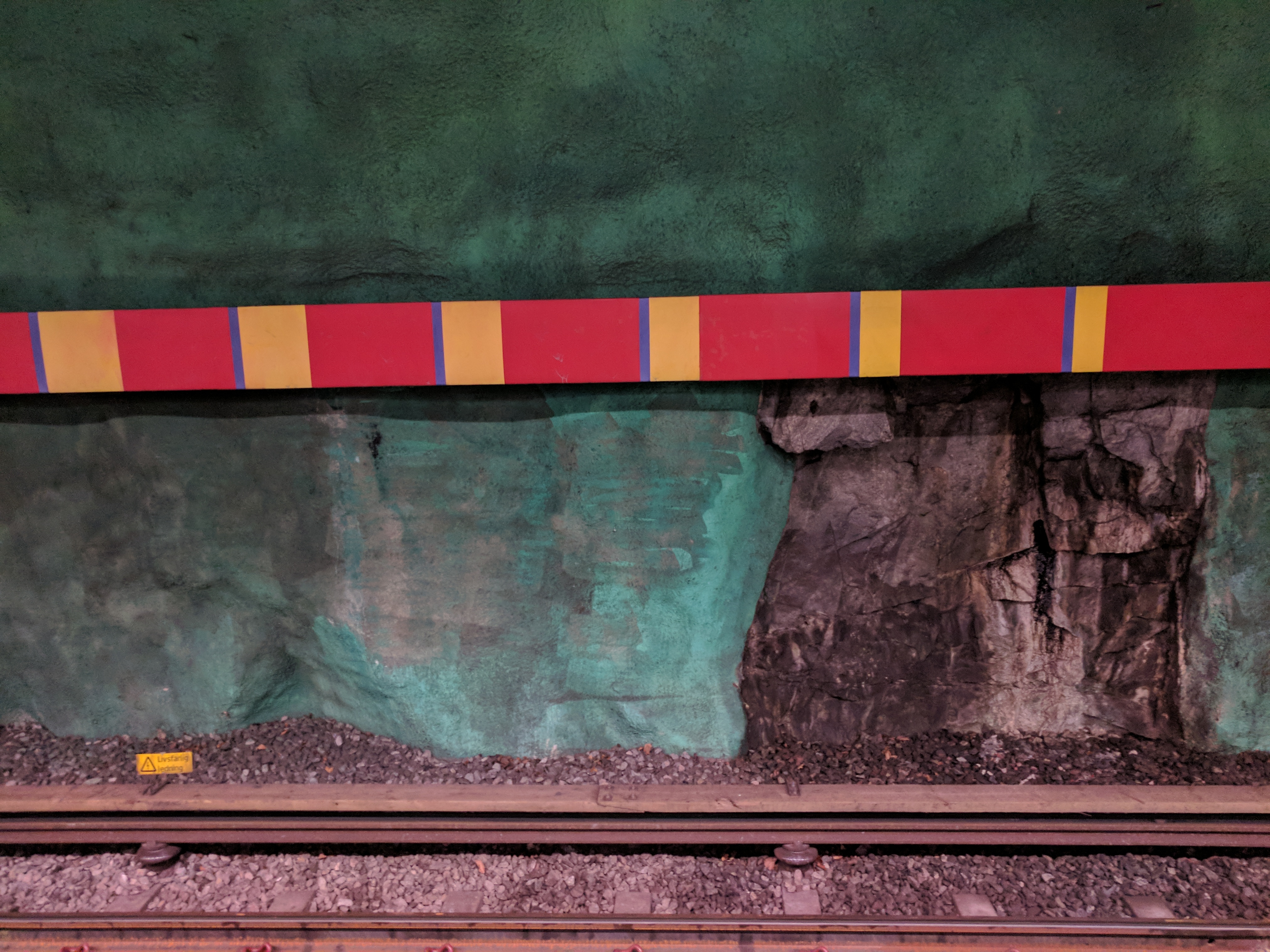
Perrongväggen